# Honkasaari (ö i Finland, Norra Savolax, Varkaus, lat 62,29, long 28,26)
Honkasaari är en ö i Finland. Den ligger i sjön Haukivesi och i kommunen Varkaus i den ekonomiska regionen  Varkaus ekonomiska region  och landskapet Norra Savolax, i den sydöstra delen av landet, 290 km nordost om huvudstaden Helsingfors. Öns area är 2,5 hektar och dess största längd är 220 meter i öst-västlig riktning.